# Can Maspons
Can Maspons de la Vall és una masia situada al barri de la Vall del municipi de Santa Eulàlia de Ronçana, a la comarca del Vallès Oriental, a Catalunya. Aquesta edifici es troba inclosa en l'Inventari del Patrimoni Arquitectònic de Catalunya.

## Història
El document més antic conservat a la casa és de l'any 1425, en el qual s'entreveu una existència anterior. Estava integrada per diversos masos: Can Maspons, Can Bertran i Esmandia. Tot i que no existeixen dades documentals referents a la construcció de la casa, sembla que la casa actual té una ala de construcció més antiga que el cos principal.
Apareix també en els fogatges de 1497 i 1553. La casa té suficient documentació com per establir la seqüència genealògica dels Maspons. En que és més difícil d'establir és la datació de les diferents etapes constructives de la casa. Probablement el cos principal és del segle XV-XVI. L'entrada a l'era té la inscripció del 1845, que també apareix en un cobert exterior.

## Descripció
Masia de grans dimensions, que forma un barri tancat al davant amb dos portals d'accés. Hi ha diversos cossos annexes que mostren les diferents ampliacions en funció de la necessitat de cada època. En el cos principal també s'endevinen moltes modificacions. Sembla que l'estructura originària era de tipus basilical i que posteriorment s'amplià, actualment presenta la teulada a dues vessants. Als dos costats del cos principal hi ha cossos afegits.
En el centre de la façana hi ha un portal dovellat d'arc rebaixat, a sobre un balcó emmarcat per grossos carreus i que marca l'eix de simetria. Hi ha quantitat d'obertures i d'espitlleres de defensa.